# Yérshichi
Yérshichi (ruso: Е́ршичи) es un asentamiento rural y pueblo (seló) de Rusia, capital del raión homónimo en la óblast de Smolensk.
En 2021, el territorio del asentamiento tenía una población de 3061 habitantes, de los cuales más de dos mil quinientos vivían en el pueblo de Yérshichi y el resto repartidos en 12 pedanías.
Se conoce la existencia del pueblo desde principios del siglo XVII. Desde 1730 consta en documentos como un seló de la gobernación de Smolensk, dentro de la cual formaba parte del uyezd de Róslavl. En 1929, el pueblo fue declarado capital distrital, durante la reforma administrativa que creó la Óblast Occidental.
Se ubica unos 20 km al sur de Róslavl, cerca de la frontera con Bielorrusia.

## Clima
| Parámetros climáticos promedio de Yérshichi | Parámetros climáticos promedio de Yérshichi | Parámetros climáticos promedio de Yérshichi | Parámetros climáticos promedio de Yérshichi | Parámetros climáticos promedio de Yérshichi | Parámetros climáticos promedio de Yérshichi | Parámetros climáticos promedio de Yérshichi | Parámetros climáticos promedio de Yérshichi | Parámetros climáticos promedio de Yérshichi | Parámetros climáticos promedio de Yérshichi | Parámetros climáticos promedio de Yérshichi | Parámetros climáticos promedio de Yérshichi | Parámetros climáticos promedio de Yérshichi | Parámetros climáticos promedio de Yérshichi |
| Mes                                         | Ene.                                        | Feb.                                        | Mar.                                        | Abr.                                        | May.                                        | Jun.                                        | Jul.                                        | Ago.                                        | Sep.                                        | Oct.                                        | Nov.                                        | Dic.                                        | Anual                                       |
| ------------------------------------------- | ------------------------------------------- | ------------------------------------------- | ------------------------------------------- | ------------------------------------------- | ------------------------------------------- | ------------------------------------------- | ------------------------------------------- | ------------------------------------------- | ------------------------------------------- | ------------------------------------------- | ------------------------------------------- | ------------------------------------------- | ------------------------------------------- |
| Temp. máx. media (°C)                       | -4.2                                        | -3.3                                        | 2.3                                         | 11.7                                        | 18.1                                        | 21.1                                        | 23.5                                        | 22.4                                        | 16.5                                        | 9.3                                         | 2.8                                         | -1.4                                        | 9.9                                         |
| Temp. media (°C)                            | -6.1                                        | -5.6                                        | -0.9                                        | 7.3                                         | 13.8                                        | 17.3                                        | 19.7                                        | 18.4                                        | 12.9                                        | 6.5                                         | 1                                           | -3.1                                        | 6.8                                         |
| Temp. mín. media (°C)                       | -8.4                                        | -8.2                                        | -4.5                                        | 2.2                                         | 8.7                                         | 12.4                                        | 15.2                                        | 14                                          | 9.1                                         | 3.7                                         | -0.9                                        | -5.1                                        | 3.2                                         |
| Precipitación total (mm)                    | 51                                          | 45                                          | 46                                          | 49                                          | 71                                          | 83                                          | 97                                          | 72                                          | 63                                          | 67                                          | 54                                          | 51                                          | 749                                         |
| Fuente:                                     |                                             |                                             |                                             |                                             |                                             |                                             |                                             |                                             |                                             |                                             |                                             |                                             |                                             |